# بيتر كلارك (مؤرخ)
بيتر كلارك (بالإنجليزية: Peter Clarke)‏ هو مؤرخ بريطاني، ولد في 21 يوليو 1942.